# Converge
 (juillet 2022).
Motif : typo
 (2018).
Converge est un groupe de punk hardcore américain, originaire de Salem, dans le Massachusetts formé par le chanteur et artiste Jacob Bannon et le guitariste et producteur Kurt Ballou à Salem,. L'album qui propulse Converge au premier plan de la scène punk hardcore internationale est Jane Doe.
Les « visuels » du groupe (pochettes d'albums, livrets...) sont créés par le chanteur Jacob Bannon, qui conçoit également celle d'autres groupes de son propre label Deathwish Inc. comme As I Lay Dying, Killing the Dream, et The Blinding Light. Il commence parallèlement à commercialiser ses œuvres graphiques. Bannon gère un autre label, Icarus Imprint, sur lequel il sort des choses plus expérimentales que sur DeathWish, ce dernier étant réservé aux productions hardcore « efficaces ».
Chaque membre du groupe joue dans d'autres formations : Jacob Bannon avec son projet solo Dear Lover, Kurt Ballou est producteur au sein de son Godcity Studio, Nate Newton avec le groupe stoner hardcore Doomriders ainsi que le groupe de post-hardcore Old Man Gloom, et enfin le batteur Ben Koller qui officie au sein de Cave In, All Pigs Must Die et plus récemment dans Mutoid Man. Les deux groupes (Cave In et Converge) ont d'ailleurs un projet commun, Verge-In, réunissant des membres des deux formations.

## Biographie

### Débuts (1990–1999)
Converge est formé durant l'hiver 1990 par le chanteur Jacob Bannon et le guitariste Kurt Ballou. Ils sont ensuite rejoints par le bassiste Jeff Feinburg et le batteur Damon Bellorado. Ils commencent par reprendre des chansons de punk hardcore, punk rock et heavy metal. En 1994, le groupe devient un quintette avec l'arrivée d'Aaron Dalbec en tant que second guitariste. Plus tard en 1994, Converge publie son premier album studio, Halo in a Haystack. L'album est publié sur le label Earthmaker Records en format vinyle limité à 1 000 exemplaires. L'album ne sera jamais réédité. L'album est financé par Bannon grâce à l'argent qu'il a économisé en travaillant dans une maison de retraite.
En 1995, Converge publie sa première compilation, Caring and Killing. L'album comprend des chansons enregistrées entre 1991 et 1994. L'album est à l'origine publié en Europe par le label Lost & Found Records. L'album est réédité chez Hydra Head Records le 17 novembre 1997 en Amérique. En 1996, Converge publie un EP quatre titres, Petitioning the Empty Sky, publié sur le label Ferret Music. Plus tard la même année, l'album est de nouveau réédité avec quatre nouvelles chansons. Deux ans plus tard, l'album est réédité au nouveau label de Converge, Equal Vision Records le 20 janvier 1998. Avec ces nouvelles chansons, les sources et fans du groupe considèrent l'album comme le deuxième de Converge, même si le groupe le considère plus comme une compilation de chansons enregistrées en l'espace de plusieurs années.
Début 1997, Jeff Feinburg quitte le groupe et est remplacé par Stephen Brodsky (Cave In). Toujours en 1997, le groupe signe chez Equal Vision Records. Le 22 décembre 1997, les enregistrements du troisième album, When Forever Comes Crashing commencent au GodCity Studio et se terminent le 3 janvier 1998. Le 14 avril 1998, l'album paraît sur Equal Vision Records. Stephen Brodsky quitte à son tour le groupe et est remplacé par Nate Newton en tant que membre à mi-temps, il est encore actif dans son groupe Jesuit. Il devient membre à plein temps de la formation à la suite de la dissolution de son groupe en 1999.
Début 1999, le batteur Damon Bellorado quitte le groupe et est rapidement remplacé par John DiGiorgio. Il ne reste que le temps d'enregistrer le Split EP The Poacher Diaries, avec Agoraphobic Nosebleed. Kurt Ballou choisit son remplaçant temporaire en la personne de Ben Koller à la fin de 1999, le temps que le groupe trouve son batteur définitif. Kurt Ballou et Ben Koller ont déjà joué ensemble au sein du groupe Blue/Green Heart,. Ce dernier a d'ailleurs produit un album pour le groupe Force Fed Glass Ballou. Après quelques concerts à succès à Boston, Converge fait de Koller son membre officiel,.

### Jane Doe(2000–2003)
En 2000, Converge auto-publie une démo trois chansons intitulée Jane Doe Demos. Certaines chansons de Jane Doe proviennent du projet parallèle expérimental de Bannon, Supermachiner. Les chansons Jane Doe et Phoenix in Flight devaient être incluses dans l'album de Supermachiner, Rise of the Great Machine, mais Bannon pense que « c'est bien plus dans la lignée de Converge. » À l'été 2001, le groupe enregistre son quatrième album, Jane Doe. L'album est enregistré aux Q Division Studios. Le 4 septembre 2001, Converge publie son quatrième album, Jane Doe. Il est immédiatement bien accueilli par la presse spécialisée et félicité pour ses paroles poétiques, son dynamisme, sa férocité et sa production,,. L'album est aussi un succès commercial comparé aux premiers albums de Converge. En soutien à Jane Doe, le groupe tourne en septembre 2001 avec Drowningman et Playing Enemy. Drowningman part pendant la tournée pour travailler sur un nouvel album. En 2002, un clip de la chanson Concubine/Fault and Fracture', extrait de l'album Jane Doe, est publié et réalisé par Zach Merck.
Le 28 janvier 2003, Converge publie sa deuxième compilation, Unloved and Weeded Out. L'album est publié comme EP trois titres en 1995. La version album (2003) comprend au total 14 titres dont les trois titres de l'EP.
Le 25 février 2003, Converge publie son premier DVD officiel, The Long Road Home.
En 2021, un rapprochement est fait entre la pochette, indiquée comme une création originale de Bannon, et la photographie de mode du mannequin Audrey Marnay parue dans le magazine féminin Marie Claire en Italie.

### You Fail Meet rééditions (2004–2005)

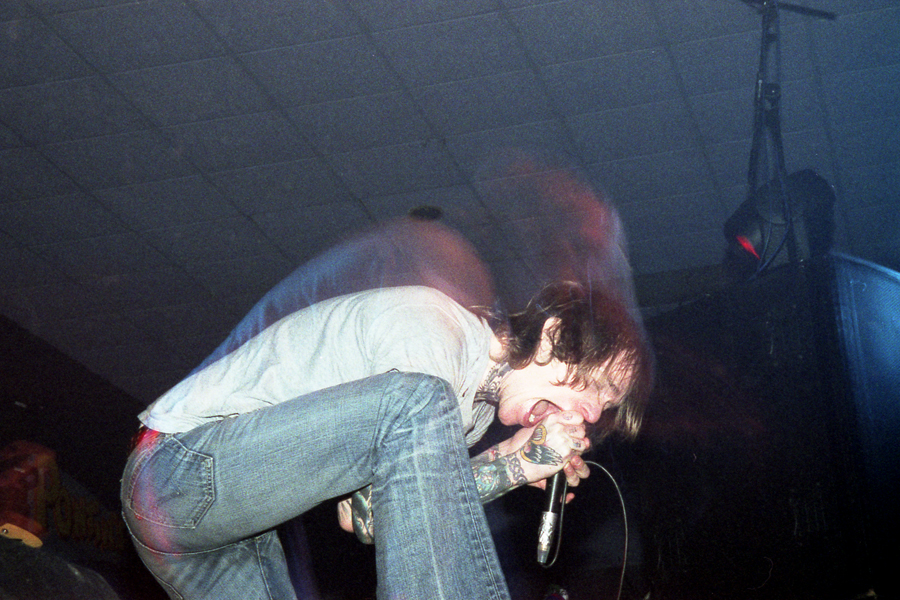
Bannon au festival All Tomorrow's Partie, au Royaume-Uni, en 2004.

Début 2004, le groupe annonce sa signature au label Epitaph Records, après son passage chez Equal Vision Records. Converge se met à écrire You Fail Me après l'enregistrement de Jane Doe. L'enregistrement de l'album débute en mars 2004 au GodCity Studio, mais également par moments aux The Magpie Cage et aux Witch Doctor Studios. Le 20 septembre 2004, Converge publie son cinquième album studio, You Fail Me. L'album atteint la 171e place du Billboard 200. Le 14 février 2005, le clip de Eagles Become Vultures est publié.
En 2005, Equal Vision réédite Petitioning the Empty Sky et When Forever Comes Crashing. Les pochettes de ces rééditions sont réalisées par Aaron Turner d'Isis. Ballou explique qu'il souhaitait remixer et remasteriser les albums à cause de la qualité des enregistrements.

### No Heroes(2006–07)

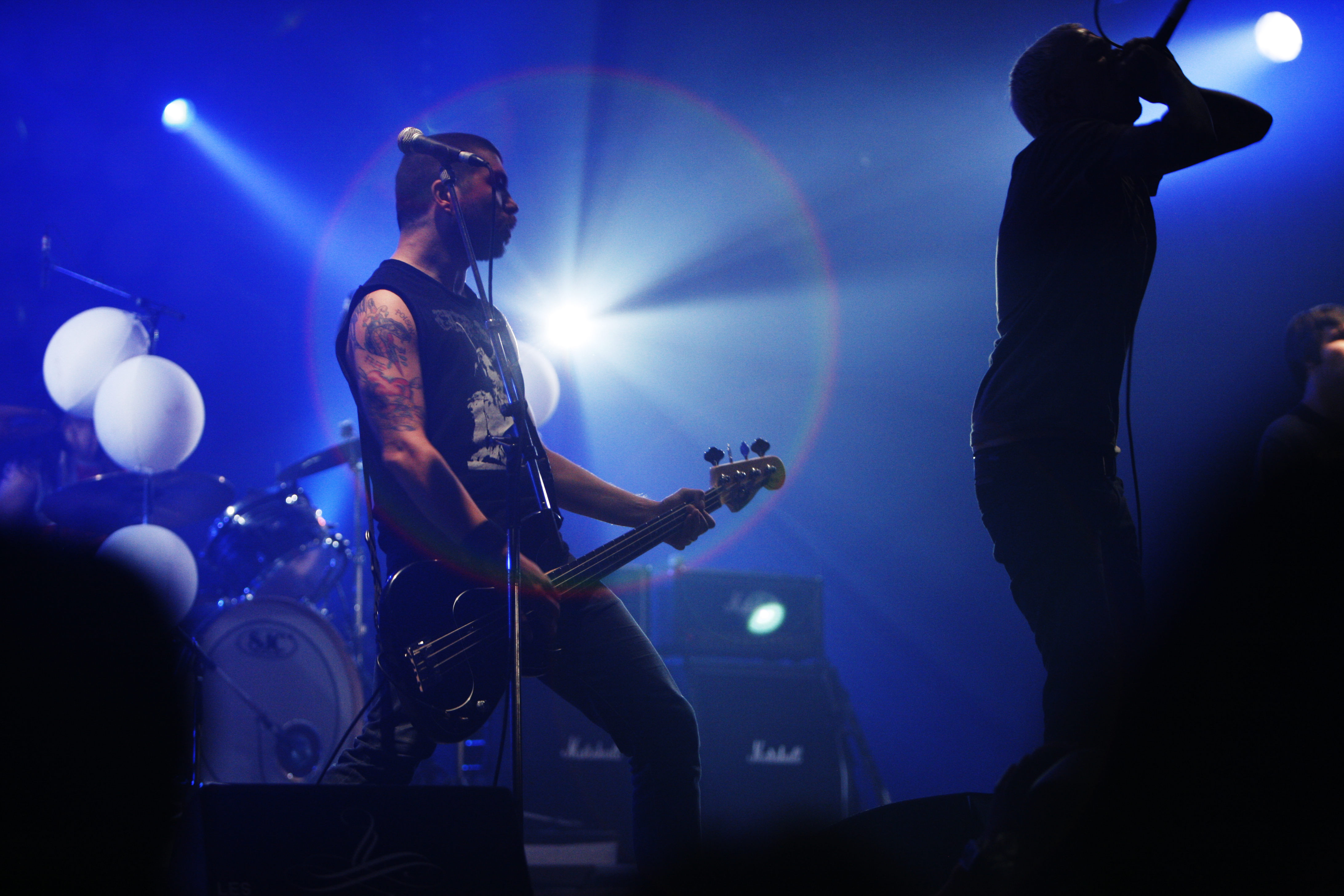
Converge, en concert aux Eurockéennes, en 2007.

Annoncé début juillet 2006, Converge publie son sixième album No Heroes, le 24 octobre 2006. Sa parution est accompagnée de la vidéo de la chanson-titre de l'album, réalisée par Ryan Zunkley. C'est le premier album auto-produit par Kurt Ballou sans implication d'autres producteurs, à son propre GodCity Studio. L'album atteint la 151e place du Billboard 200. La tournée No Heroes débute dès le mois suivant avec Some Girls (en), Modern Life Is War, Blacklisted (en), Kylesa et Gospel (en).

### Axe to Fall(2008–2011)
En novembre 2008, Converge commence à écrire Axe to Fall. Après une brève tournée en mars 2009 avec Ceremony, Coliseum, Pulling Teeth et Rise and Fall, Converge entre en studio pour les enregistrements en mai 2009. Après cette brève tournée, le groupe joue quelques chansons live, et plusieurs vidéos sont publiées. L'album est produit par Ballou, au GodCity Studio. En août 2009, deux mois avant la sortie de Axe to Fall, Converge publie la chanson Dark Horse en streaming et en téléchargement gratuit. Le 20 octobre 2009, Converge publie son septième album Axe to Fall. Il atteint la 74e place du Billboard 200. Le 7 novembre, la vidéo Axe to Fall est diffusée dans l'émission Headbangers Ball sur MTV2.
Le premier concert en soutien à Axe to Fall s'effectue à la tournée Metalocalypse, fin 2009, sponsorisée par la chaine Adult Swim, de Cartoon Network. Avec High on Fire, Converge ouvre pour Mastodon et Dethklok. La première tournée de l'album se fait avec Coalesce, Harvey Milk, Gaza, Lewd Acts et Black Breath. Converge tourne ensuite en Europe en juillet 2010 avec Kylesa, Gaza et Kvelertak. Le même mois, le groupe publie son vinyle-single, On My Shield limité à 1 000 exemplaires,.

### All We Love We Leave BehindetYou Fail Me Redux(2012–2016)

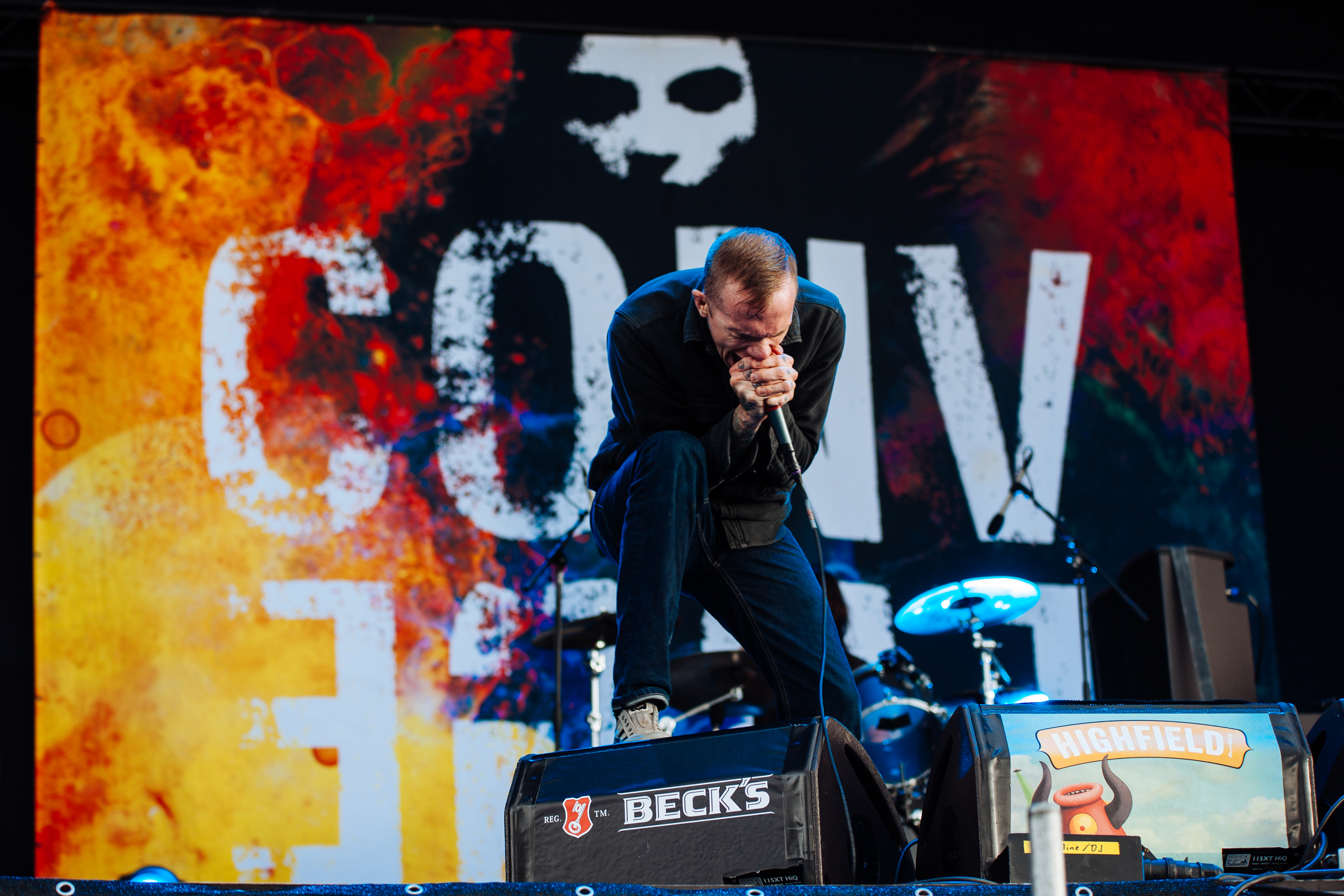
Bannon en Allemagne, en 2014.

En janvier 2012, Converge annonce avoir terminé l'écriture de son huitième album, All We Love We Leave Behind (en),. Un premier extrait sort le 28 août 2012 : il s'agit du single Aimless Arrow, le clip est réalisé par Max Moore,. L'album est enfin publié le 9 octobre 2012. Il atteint la 70e place du Billboard 200. Suit la tournée en octobre 2012 avec les groupes Torche, Kvelertak, Nails et Whips/Chains.
Le 17 avril 2014, le groupe publie le clip Precipice / All We Love We Leave Behind.
En avril 2016, Converge, aux côtés de Ben Chisholm, Chelsea Wolfe, Stephen Brodsky de Cave In et Steve Von Till de Neurosis joue quatre sets collaboratifs intitulés Blood Moon.
Le 29 avril 2016, Converge annonce la réédition de l'album You Fail Me (12 ans après sa sortie).

### Jane Live,The Dusk In UsetBeautiful Ruin(2017–2020)
Le 3 mars 2017 le groupe publie son album live Jane Live, capté lors de leur prestation Jane Doe au festival Netherlands Roadburn Festival en 2016.
Précédé des singles I Can Tell You About Pain (pub. 25 juillet, Eve en b-side ; vidéo réalisée par Tony Wolski), Under Duress (15 août), Reptilian (septembre) et A Single Tear (31 octobre; vidéo par Max Moore), leur 9e album studio The Dusk in Us (en) sort le 3 novembre 2017 via à la fois Epitaph Records et Deathwish Inc. L'album compte finalement 13 morceaux - 18 avait été annoncés, parmi les cinq non retenus figure Eve. Les quatre autres font l'objet d'une publication spécifique sous le titre Beautiful Ruin (en) (Epitaph Records, Deathwish Inc.) sortie le 29 juin 2018.

### Bloodmoon: I(2021)
Converge publie son 10e album Bloodmoon: I (en) (Epitaph Records, Deathwish Inc), le 19 novembre 2021, avec la participation de Chelsea Wolfe, Stephen Brodsky (en) et Ben Chisholm. L'album est salué par la critique (le site Metacritic lui donne ainsi une note moyenne de 89).

## Membres

### Membres actuels
- Jacob Bannon - chant (depuis 1990)
- Kurt Ballou - guitare, chant, basse, claviers, percussions (depuis 1990)
- Nate Newton - basse, chant (depuis 1999)
- Ben Koller - batterie (depuis 1999)

### Anciens membres
- Jeff Feinburg –  basse, guitare (1991–1997)
- Damon Bellorado – batterie (1991–1999)
- Aaron Dalbec – guitare (1994–2001)
- Stephen Brodsky – basse (1997–1998)
- John DiGiorgio – batterie (1999)

## Discographie

### Albums studio
- 1994 : Halo in a Haystack
- 1996 : Petitioning the Empty Sky (réédité en 2005)
- 1998 : When Forever Comes Crashing (réédité en 2005)
- 2001 : Jane Doe
- 2004 : You Fail Me
- 2006 : No heroes
- 2009 : Axe to Fall
- 2012 : All We Love We Leave Behind
- 2017 : The Dusk in Us

### Compilations & Live
- 1995 : Caring and Killing (Période 1991-1994)
- 2003 : Unloved and Weeded Out (Période 1994-2002)
- 2017 : Jane Live (Album "Jane Doe" joué Live dans son intégralité, le 15 avril 2016 au Roadburn Festival à Tilbourg, aux Pays-Bas)

### Démos
- 1991 : Gravel
- 1992 : Where Have All The Flowers Gone
- 1993 : Dog Days

### EP et splits
- 1991 : Eponyme (7" EP)
- 1995 : Unloved and Weeded Out (EP)
- 1997 : Serial Killer (5" EP)
- 1997 : Among The Dead We Pray For Light (split avec Coalesce)
- 1997 : Split 7" (split avec Brutal Truth)
- 1999 : Y2K (7" EP)
- 1999 : The Poacher Diaries (split avec Agoraphobic Nosebleed)
- 2001 : Deeper The Wound (split avec Hellchild)
- 2011 : Split 7" (split avec Dropdead)
- 2012 : Split 7" (split avec Napalm Death)
- 2014 : Live at the BBC
- 2018 :  Beautiful Ruin

## Vidéographie
- 2003 : The Long Road Home (DVD)
- 2015 : "Thousands Of Miles Between Us" (Blu-ray)